# ۱۳ محرم
۱۳ محرم، سیزدهمین روز از ماه محرم در تقویم هجری قمری است.
در تقویم هجری قمری قراردادی این روز سیزدهمین روز سال است.

## زادگان
- ۱۲۳۹ – موسی محسنی،  فقیه جعفری، نویسندهٔ دینی و شاعر عربی ایرانی قاجاری.